# Dolgoprudnij
Dolgoprudnij (ruski: Долгопрудный), katkad u običnom govoru nazivan u kraćem obliku kao Dolgopa, je grad u Moskovskoj oblasti, sjeverno od Moskve, gdje Savjolovska pruga prelazi Moskovski kanal.
Dolgoprudnij je bio grad gdje su se izrađivali zrakoplovi, a danas je u Dolgoprudnem strojogradnja. Mjesto je gdje se nalazi Moskovski institut za fiziku i tehnologiju.
Dijelom je Bliskog Podmoskovlja.